# Aktinidija (voće)
Aktinidija ili kivi, je voće nekoliko vrsta biljaka iz roda Actinidia porijeklom iz južne Azije, a u Kini je više od 2000 godina poznat kao ljekovito. Najviše se uzgjaju sorte dobivene selekcijom vrsta Actinidia chinensis i Actinidia deliciosa, no u određenoj mjeri se uzgajaju i sorte nastale selekcijom Actinidia arguta, Actinidia polygama, te Actinidia kolomikta.  Danas se najviše uzgaja na Novom Zelandu koji je i najveći svjetski proizvođač. Stablo nazivamo kivikom.
Kivi se po uzgoju i sadnji može usporediti s vinovom lozom. Višegodišnja je dvospolna, listopadna biljka s listovima u obliku srca. Plod je okrugao, s dlačicama, zelene unutrašnjosti s crnim žilicama i sitnim košticama. Postoje i vrste bez dlačica, znatno manjih plodova, isti se mogu jesti i bez uklanjanja kože. Ugodnog je kiselkastog ili slatkog okusa. 

## Uzgoj
Na uspješan uzgoj kivija utječu: toplina, vlaga, tlo i vjetar. Kivi je jednospolna biljka, te se za uzgoj mora sa ženskim sadnicama posaditi i muške. Na 5 ženskih, sadi se 1 muška stabljika. Sadi se u podneblju s mnogo vlage i topline. Ipak, može u fazi mirovanja podnijeti i –20 stupnjeva C. Najveći problem su proljetni mrazovi kad počne faza vegetacije. Tada i najmanji mraz može uništiti cjelogodišnji rod. Visoke temperature ljeti bez vlage isto uništava urod. Kivi se sadi u duboka drenažna tla koja lako primaju korijenje. Tlo treba imati relativno malu količinu vapna. 
Najveći svjetski proizvođači kivija su Kina, Italija, Čile i Novi Zeland gdje se uzgaja od 70tih, slijede Francuska, Grčka, Japan, Iran, SAD, Kanada i Kambodža, te kod nas u primorskom području, gdje se pokazao rentabilnom kulturom, s oko 20 t/ha.

## Varijacije
Na tržištu postoji više vrsta kivija, tako postoje Abbott, Monty, Bruno, Alison, Hayward od ženskih sorti, te Matua, Tumori, KlonM1 i KlonM2 od muških sadnica. Neprestano se razvijaju nove vrste, poput Jin Tao. Sve je traženija mini kivika.

## Vanjske poveznice
- Uzgoj kivike, Gospodarski list, 15. travnja 2009.
- Tehnike uzgoja i podrezivanja